# Кулурджонес
Клуорджòнес (на сардински: Culurgiònes, нар. също culurgiònis, culurjònes, culijònis, culurjònis, culunjònis, culinjònis, culurzònes, на италиански: culurgiòne или culurgiòni) са вид италианска пълена паста (тип равиоли) от Сардиния, известен също като angiulotus. С това име се има предвид както вариантът, базиран на картофи, пекорино и мента, която е типичен кулинарен специалитет за подрегиона Олиастра, така и други, които в останалата част на острова приемат различни рецепти, като тази от Галура, в която продуктът се ароматизира с лимонова или портокалова кора.
От 2015 г. Culurgionis d'Ogliastra са признати за продукт със защитено географско указание (на итал. IGP).

## Варианти
Ястието, в зависимост от мястото на произход, се предлага в няколко варианта:
- в Олиастра и вътрешните райони (включително Садали на границата с Олиастра, където се организира фестивал за дегустация през август) се приготвят с прясна паста от твърда пшеница и с пълнеж от пекорино сардо (прясно сирене от един-два дена както в Талана или зряло на други места), или пълнени с картофи, чесън и мента както в Гайро, Уласай и Бари Сардо. В Сардо вместо пекорино се слага su fiscidu – специално кисело сирене, поставено в саламура, и кулурджонът се затваря с пръсти, за да се образува малък житен клас.[2] В Йерцу ментата е заменена със sa nepidedda – котешка мента. След това кулурджонът се сварява във вряща вода и се овкусява със зехтин, а напоследък – с доматен сос и настъргано пекорино.
- Затварянето a spighitta[2] от двете страни е характерно за Йерцу, Талана, Урцулей, Бари Сардо и Илбоно.
- В планинската част на Олиастра и в Бари Сардо пълнежът е винаги придружен от чесън, докато в крайбрежната Олиастра се сервира с пържен лук.
- Culurzones от района на Барбаджа ди Ололай, също внесени от Олиастра, се пълнят с прясно пекорино и се сервират с доматен сос и нарязано на кубчета свинско месо, или алтернативно с доматен сос и прясна салсича (наденица), всички подправени със зряло пекорино.

- в Южна Сардиния и като цяло в Кампидано има и други рецепти за кулурджонес: равиолите се приготвят с прясна паста от грис от твърда пшеница с пълнеж от прясна овча или коза рикота, яйце и шафран (и с добавяне в някои случаи на сардинско пекорино, индийско орехче, манголд или спанак). След готвене кулурджионес се овкусяват със сос от пресни домати, люта чушка и босилек, и се поръсват с пекорино или друго настъргано сирене. В Теулада от друга страна се предпочита една по-проста, но не по-малко вкусна рецепта – с пълнеж от прясно козе сирене (по-рядко овче) в четириъгълни кулурджонес (culixionis на местен диалект). Заливката обикновено е с доматен сос и се поръсват със зряло козе сирене.

## Любопитно
В Уласай до 1960-те години традицията гласи, че кулурджонес се консумират само и изключително на деня на мървите Sa di'de sos mortus на 2 ноември.
В цяла Олиастра и в селата Садали и Естерцили в Барбаджа ди Сеуло кулурджонес (culurxonis, culurgiònis или culingiònis) не се считат просто за храна, а за ценен дар, знак за уважение и приятелство. Навремето са се приготвяли по специални поводи като благодарност в края на жътвата на пшеницата, в памет на покойните на деня на възпоменание на мъртвите през ноември, с овча мазнина (culurgiòni de ollu de seu), за да отпразнуват карнавалът през февруари, със свинска мас (culurgioni de ollu de procu). Sa spighitta – традиционното затваряне на кулурджонес като житен клас, представлява символа на пшеницата за благопроятстване на новата земеделска година в края на август. Според традицията те са били смятани и за амулети, които предпазват семейството от траур.